# Göteborgs-Tidningen
O Göteborgs-Tidningen ou GT (LITERALMENTE Jornal de Gotemburgo) é um diário vespertino liberal da cidade sueca de
Gotemburgo, na província histórica de Västergötland.

É um jornal com formato tabloide, que circula na região de Gotemburgo.

Foi fundado em 1902, e adquirido em 1997 pelo jornal Expressen, sendo desde então a sua edição local em Gotemburgo.

Tem uma tiragem à volta de 52 300 exemplares. 